# هارلان لوگان
هارلان لوگان (انگلیسی: Harlan D. Logan؛  – ) مربی، استاد، ناشر، قانون‌گذار اهل ایالات متحده آمریکا بود.
وی همچنین برندهٔ جوایزی همچون بورسیه رودز شده‌است.